# مایک دانم
مایک دانم (انگلیسی: Mike Dunham؛ زادهٔ ۱ ژوئن ۱۹۷۲) بازیکن هاکی روی یخ اهل ایالات متحده آمریکا است.
از باشگاه‌هایی که در آن بازی کرده‌است می‌توان به نیویورک رنجرز اشاره کرد.